# 鍼灸大學前車站
鍼灸大學前車站（日语：／ Shinkyū-daigakumae eki */?）是一由西日本旅客鐵道（JR西日本）所經營的鐵路車站，位於日本京都府南丹市日吉町，是山陰本線沿線的一個無人車站。隸屬於近畿統括本部的管轄範圍。此站是鍼灸大學為便利師生與附設醫院患者，在自願負擔建設費4900萬日圓的前提下，請求JR西日本設的請願站，於1996年時配合園部—綾部之間的路線電氣化而設站。
鍼灸大學前車站的站名源自緊鄰車站旁的明治國際醫療大學之舊名，2007年時該校改名，但JR西日本並沒有配合進行站名更改。在京都—城崎溫泉間已全採直流電氣化的山陰本線路段上，鍼灸大學前是唯一一個只有一座側式月台一條乘車線、無法進行會車的單線車站。

## 車站結構
福知山方向的右側只有側式月台1面1線的地面車站（停留所）。京都站－城崎溫泉站之間的直流電化路段內唯一的棒線站。

## 使用情況
1日平均上車人次如下表。
| 年度               | 1日平均上車人次 |
| ------------------ | --------------- |
| 1999年（平成11年） | 211             |
| 2000年（平成12年） | 222             |
| 2001年（平成13年） | 247             |
| 2002年（平成14年） | 260             |
| 2003年（平成15年） | 299             |
| 2004年（平成16年） | 332             |
| 2005年（平成17年） | 334             |
| 2006年（平成18年） | 370             |
| 2007年（平成19年） | 386             |
| 2008年（平成20年） | 422             |
| 2009年（平成21年） | 425             |
| 2010年（平成22年） | 389             |
| 2011年（平成23年） | 383             |
| 2012年（平成24年） | 378             |
| 2013年（平成25年） | 384             |
| 2014年（平成26年） | 340             |
| 2015年（平成27年） | 336             |
| 2016年（平成28年） | 326             |

## 相鄰車站
西日本旅客鐵道（JR西日本）
 山陰本線
■快速、■普通
日吉－鍼灸大學前－胡麻

## 外部連結
- 鍼灸大學前｜車站資訊：JR出門網 - 西日本旅客鐵道